# Laurel Holloman
Laurel Lisa Holloman (Chapel Hill, 23 mei 1971) is een Amerikaanse actrice. Ze speelde onder meer Tina Kennard in de televisieserie The L Word.

## Levensloop
Laurel Holloman werd geboren in Chapel Hill, North Carolina en verhuisde na één jaar studie naar Chicago om zich bij het theatergezelschap Piven Theatre Workshop aan te sluiten. Later volgde ze toneellessen bij John Lynn in Los Angeles en deed ze een opleiding aan de British American Dramatic Academy in Londen.
Ze speelde in verschillende theaterproducties en onafhankelijke films. Ook was ze te zien in gastrollen in televisieseries als Angel en Touched by an Angel. Haar eerste hoofdrol voor televisie kreeg ze in de dramaserie The L Word. In deze serie over lesbische vrouwen in L.A. speelt ze Tina Kennard. Laurel had al een schare lesbische fans door haar rol van Randy Dean in de kleine filmproductie The Incredibly True Adventure of Two Girls in Love (1995) van Maria Maggenti. Het is waarschijnlijk dat dat een rol speelde bij haar audities voor The L Word.
Laurel Holloman was tot 2012 getrouwd en kreeg in 2004 een dochter. Haar zwangerschap werd verwerkt in een verhaallijn van The L Word. In 2008 adopteerde zij een tweede dochter.

## Filmografie
- The Price of Love (1995) - Roxanne
- The Incredibly True Adventure of Two Girls in Love (1995) - Randy Dean
- Blossom Time (1996) - Francis Bodean
- Dalva (1996) - Karen (televisiefilm)
- Boogie Nights (1997) - Sheryl Lynn
- The Myth of Fingerprints (1997) - Leigh
- Dying to Belong (1997) - Shannon (televisiefilm)
- Prefontaine (1997) - Elaine Finley
- The First to Go (1997) - Carrie
- Stamp and Deliver (1998)
- Cherry (1999) - Evy Sweet
- Chapter Zero (1999) - Jane
- Loving Jezebel (1999) - Samantha
- Tumbleweeds (1999) - Lauri
- Loser Love (1999) - Lily Delacroix
- Lush (1999) - Ashley 'Ash' Van Dyke
- Committed (2000) - Adelle
- Morning (2001) - Shelly
- Last Ball (2001) - Cathy
- The Rising Place (2001) - Emily Hodge
- Liberty, Maine (2001)
- Alone (2002) - Charlotte

### Televisie
*Exclusief eenmalige gastrollen
- That's Life (2001) - Karen Matlin (3 afl.)
- Angel (2001–2002) - Justine Cooper (8 afl.)
- The L Word (2004–2009) - Tina Kennard (70 afl., Satellite Award for Best Actress – Television Series Drama)
- Gigantic (2010) - RaeAnne Colvin (4 afl.)